# Мохамед Фатхи
Мохамед Фатхи Махмуд (араб. محمد فتحي‎; 2 февраля 1994, Исмаилия, Египет) — египетский футболист, полузащитник клуба «Исмаили».

## Клубная карьера
Фатхи начал карьеру в клубе «Исмаили». В 2015 году он дебютировал за команду в чемпионате Египта. 30 декабря в поединке против ЕНППИ Мохамед забил свой первый гол за «Исмаили».

## Международная карьера
В 2015 году в составе олимпийской сборной Египта Фатхи принял участие в Кубке Африки для игроков не старше 23 лет в Сенегале. На турнире он сыграл в матчах против команд Нигерии и Мали.